# Estudios Franciscanos
Estudis Franciscans (Estudios Franciscanos; Franziskanische Studien) ist eine wissenschaftliche Zeitschrift zu kirchlichen und franziskanischen Themen, die von dem Kapuziner Miquel d’Esplugues 1907 gegründet wurde. Sie stellte 1936 bis 1948 vorübergehend ihr Erscheinen ein. Heute ist sie eine Wissenschaftszeitschrift der spanischen und portugiesischen Kapuzinerprovinzen. Sie veröffentlicht Artikel in allen Sprachen der iberischen Halbinsel.
Die in Katalonien gegründete Zeitschrift gilt heute als die wichtigste Forschungs- und Wissenschaftszeitschrift der Provinzen der iberischen Kapuzinerkonferenz (Conferencia Ibérica Capuchina (C.I.C.) auf Spanisch). Die CIC besitzt die Zeitschrift, aber die Hauptquartiere liegen in Katalonien.

## Geschichte, Name und Häufigkeit
Die Zeitschrift wurde 1907 unter dem Titel Revista de Estudios Franciscanos gegründet (1907–11). Seitdem trug sie Titel wie: Estudios Franciscanos (1912–22), Estudis Franciscans (1923–36) und wieder Estudios Franciscanos (seit 1947). Ein paar besondere Bände wurden gesondert veröffentlicht: Homenaje al cardenal Vives y Tutó (Hommage dem Kardinal Cardinal Vives y Tutó) (1913), Miscel·lània tomista (Thomistischer Sammelband) (1924), Franciscàlia (1928), und Miscel·lània lul·liana (Lullistischer Sammelband) (1935). Die Sammlung enthält insgesamt mehr als vierundsiebzig Bände.
Die Zeitschrift erschien zunächst monatliche 1907, 1927 vierteljährlich, und 1947 viermonatlich. Heute erscheint sie zweimal im Jahr: (Januar–August; September–Dezember), und sie hat jährlich ungefähr 450 Seiten (150 jede Ausgabe). Außerordentlich kann eine einzelne jährliche Ausgabe verlegt werden.
Zu den bedeutendsten Mitarbeitern zählen: Miquel d’Esplugues (Gründer und erster Direktor), Antoni M. de Barcelona, Andreu de Palma de Mallorca, Francesc de Barbens, Modest de Mieras, Ambrós de Saldes, Basili de Rubí, Nolasc del Molar, Martí de Barcelona, Samuel d’Algaida, Marc de Castellví, Pere M. Bordoy i Torrents.

## Ziele
Diese sind die bedeutendsten Ziele der Zeitschrift:
- Entwicklung der Forschung und Qualitätstudien zwischen den Kapuzinern durch diese Zeitschrift;
- Verbreitung des franziskanischen Denkens, und der franziskanischen Geschichte und Spiritualität.

## Richtlinien, Struktur und Sprachen
Die Richtlinien der wissenschaftlichen Werke, die veröffentlicht werden, sind grundsätzlich zwei:
- Entweder: Die Studien müssen von Kapuzinern verfasst sein. Besonders sollen sie sich mit kirchenwissenschaftlichen Themen befassen;
- Oder: Die Studien sollen sich mit franziskanischem und kapuzinischem Denken und Leben befassen, auch wenn sie aus der Hand von Nichtfranziskanern bzw. Nichtkapuziner stammen.

Die Zeitschrift hat die folgenden Abschnitte:
- Forschungsstudien
- Hinweise und Kommentare
- Rezensionen
- Empfangene Bücher

Die Zeitschrift erscheint in den Sprachen der iberischen Kapuzinerkonferenz (C.I.C.). Die in wichtigen anderen Sprachen geschriebene Artikel dürfen angenommen werden, wenn eine Zusammenfassung auf Spanisch beigelegt wird.